# SBS 애니갤러리
《SBS 애니갤러리》(영어: SBS AniGallery)는 2007년부터 SBS에서 UHD로 방영되는 독립 애니메이션 소개 프로그램이다.

## 진행
- 윤현진

## 제작진
2023년 2월 1일부터
- 기획: 유윤재
- 책임 프로듀서, 프로듀서, 연출: 권영숙
- 글·구성: 김수연
- 카메라: 정성철
- 종합편집: 양창주
- 종편CG: 정혜경
- 음악: 박선하
- 자막 검수: 최고운
- 타이틀제작: [익스트림 박스] 오상훈, 이동열
- 메이크업: 김도혜
- 헤어: 최문정
- 의상: 김주영
- 장소협조: 그림손갤러리
- 제작행정: 이선희
- 진행: 임지연
- 공동 연출: 유미경
- 기획: SBS
- 제작: 이노스토리

## 에피소드

### 2007년
| 번호 | 제목                                            | 감독                  | 본 방송 날짜     |
| --- | ----------------------------------------------- | --------------------- | ---------------- |
| 1 | "형이상학적 나비효과의 예술적 표현"             | 박기완                | 2007년 11월 2일  |
| 막내 삼촌과 같은 방에서 생활하는 봉구는 학교를 다니면서 자신이 세상에 존재할 필요가 있는지에 대해 고민하던 중 삼촌의 이상한 모임에 참석하게 된다. |                                                 |                       |                  |
| 2 | "두부 한 모 / 꿀꿀이 실종사건"                  | 이영은 외 / 이나라 외 | 2007년 11월 9일  |
| 3 | "밥 묵자 / 아빠가 딸에게 처음 운전대를 맡긴 날" | 민성아 / 박수민 외    | 2007년 11월 16일 |
| 4 | "빛과 동전"                                     | 정승희                | 2007년 11월 23일 |
| 5 | "양성평등 / Return"                             | 조주상 / 장창호       | 2007년 11월 30일 |
| 6 | "수박병아리 / 조용한 도서관"                    | 원종식 / 김규현       | 2007년 12월 7일  |
| 7 | "Tube Angel / 꿈도깨비"                         | 장승욱 외 / 이영석    | 2007년 12월 14일 |
| 8 | "세상 밖으로 / 까만 구름이 몰려와요"            | 이효정 / 김수진       | 2007년 12월 21일 |
| 9 | "Existence / 웃음을 잃어버린 아이"              | 이명하 / 양선우       | 2007년 12월 28일 |

### 2008년
| 회차 | 방송일    | 제목                                                                        |
| ---- | --------- | --------------------------------------------------------------------------- |
| 10   | 1월 4일   | 쏭의 명절 / Yellow Monday                                                   |
| 11   | 1월 11일  | 소행성 325호 / Black Dog                                                    |
| 12   | 1월 18일  | 아낌없이 치고받는 나무 / 바보 홍두 이야기                                   |
| 13   | 1월 25일  | 고양이와 곰 / 방                                                            |
| 14   | 2월 1일   | 하루가 저물어 가는 시간의 김씨 할아버지 / 사적인 바다                       |
| 15   | 2월 22일  | Coffee & Cookie / Christmas in Taxi                                         |
| 16   | 2월 29일  | 36번째 수감자 / 로보뜨의 미래                                               |
| 17   | 3월 14일  | The Bird                                                                    |
| 18   | 3월 21일  | 바다로 가는 날 / 백토전                                                     |
| 19   | 4월 4일   | 손님 / The Newspaper                                                        |
| 20   | 4월 11일  | 소이연 / 하루                                                               |
| 21   | 4월 18일  | 머니 카니발 / 이것은 사과가 아니다 / 지워버리다                             |
| 22   | 4월 25일  | 숨쉬어 / The Balloon                                                        |
| 23   | 5월 9일   | 도시에서 그녀가 피할 수 없는 것들 / 슈퍼우먼                                |
| 24   | 5월 16일  | 오랜 약속의 노래 / 그녀는...                                                |
| 25   | 5월 23일  | 2007 모던 타임즈 / 물고기 옷 / Rovaniemi Records                            |
| 26   | 5월 30일  | 무밭에서 태어난 아이들 / 먼지 / 샘에게 생긴 일?                             |
| 27   | 6월 13일  | 캣츠빌 / 롤링                                                               |
| 28   | 6월 20일  | 아프리카 아프리카 / 돌아보다                                                |
| 29   | 6월 27일  | 화가 / 비 오는 날                                                           |
| 30   | 7월 4일   | 불편이 / 춘                                                                 |
| 31   | 7월 18일  | 큰일 났다! / Herstory                                                       |
| 32   | 7월 25일  | 오늘이                                                                      |
| 33   | 8월 1일   | Auto / Mouse without Tail                                                   |
| 34   | 8월 8일   | 내일의 기억 / 샴 / Grandma                                                  |
| 35   | 8월 29일  | 사이 / 멍                                                                   |
| 36   | 9월 5일   | 낙서하는 소녀 / 삐                                                          |
| 37   | 9월 12일  | Running Box / 잔칫날 / 곰과 노인과 바다 / 형이상학적 나비효과의 예술적 표현 |
| 38   | 9월 19일  | 일요일 맑음 / Hug / 버블                                                    |
| 39   | 9월 26일  | 소라껍데기 담배꽁초 계란말이 / 초록우산                                     |
| 40   | 10월 10일 | 플레이 테니스 / 네가 알리 있나 / 해우소                                     |
| 41   | 10월 17일 | 그들의 바다 / 스탑                                                          |
| 42   | 10월 24일 | 남자다운 수다 / 만남                                                        |
| 43   | 10월 31일 | 아빠가 필요해 / Paradise, Paradise!                                         |
| 44   | 11월 7일  | 종이 한 장 / Risk it                                                        |
| 45   | 11월 14일 | 악 / 둥지                                                                   |
| 46   | 11월 21일 | 베게아기 / 만선                                                             |
| 47   | 11월 28일 | 내가 아는 흰 난쟁이 / 눈 안의 세계                                          |
| 48   | 12월 5일  | 2-1=4 / 내동생(우리형아)                                                    |
| 49   | 12월 12일 | 뾰루지 / 인터뷰 / 내 생애 최고의 날                                         |
| 50   | 12월 19일 | 베니스 비치 / 거지 포핀 / 이런 싸가지 없는 놈이 하는 소리                   |
| 51   | 12월 26일 | 로스트 앤 파운드 / 어딨어, 아빠? / 정상인의 아빠                            |

### 2009년
| 52                  | 1월 2일   | 천년기린                                                               |
| 53                  | 1월 9일   | 당신을 초대하고 싶습니다 / 메디컬 센터                                 |
| 54                  | 1월 16일  | 도시에 사는 사람들의 공간감 / 고양이와 나 / 새인지 몰랐던 새           |
| 55                  | 1월 30일  | 하얀 물개 / 무명의 발레리나                                            |
| 56                  | 2월 6일   | Muscle Man / 픽토그램 스토리                                           |
| 57                  | 2월 13일  | 길동무 / 퉁가퉁가 / 구름이 되고 싶어                                   |
| 58                  | 2월 20일  | 우측통행 / 패밀리 / 자판기                                             |
| 59                  | 2월 27일  | 애러비 / 흡혈박쥐와 젖소                                               |
| 60                  | 3월 6일   | A chalk / 엘리베이터 / 플라잉 플라워                                   |
| 61                  | 3월 13일  | 모두가 외로운 별 / 도시의 이야기 / 오뚝이는 눕고 싶다                  |
| 62                  | 3월 20일  | 상상치도 못한 일                                                       |
| 63                  | 3월 27일  | 조깅 / 귀여워 죽겠어                                                   |
| 64                  | 4월 3일   | 우주의 기억장치 / 눈물이 생기는 경로                                   |
| 65                  | 4월 10일  | 나의 공은 어디에? / 선악과                                             |
| 66                  | 4월 17일  | INVENTOR / BOX                                                         |
| 67                  | 4월 24일  | 굿맨 / 구름 조각가                                                     |
| 68                  | 5월 1일   | 안나가 꿈꾸는 것 / 해피버스데이 토리                                   |
| 69                  | 5월 8일   | 횡단보도 / 그 여름날의 마지막                                          |
| 70                  | 5월 15일  | 러브레터 / 소금비                                                      |
| 71                  | 5월 22일  | 워크 / 할머니의 홈그라운드                                             |
| 72                  | 6월 5일   | 우유인의 봄나들이 / 공원에서 / 작은 타조알                             |
| 73                  | 6월 12일  | 나무 / 누구세요                                                        |
| 74                  | 6월 19일  | The T room / 비 오는 날의 산책 / 하늘은 파란색 나도 파란색 너도 파란색 |
| 75                  | 6월 26일  | 꽃사자 / 아스팔트 연못 / 파라다이스                                    |
| 76                  | 7월 10일  | 분홍 돌고래 / 오 마이 갓 / 나와 함께                                   |
| 77                  | 7월 17일  | 행복 풍선 / 몬스터                                                     |
| 78                  | 7월 24일  | Teeth / 소소.한.. / 소나기                                             |
| 79                  | 7월 31일  | 과열 / 사는 것 산다는 것 살아간다는 것                                 |
| 80                  | 8월 7일   | 천국은 어디에 / 유리병 / 상실의 시계                                   |
| 81                  | 8월 14일  | 나의 작은 인형상자 / 나는 오늘 / 닭둘기                                |
| 82                  | 8월 21일  | 가스도시 / 포크커틀릿 / Good job! / 불휘                               |
| 83                  | 8월 28일  | 사이다 마시던 날 / 마이 펫 / 일요일 오후                               |
| 84                  | 9월 4일   | 오르골 / 매직 펜슬 / Monster & Star                                    |
| 85                  | 9월 11일  | 하얀 물개와 신비한 달빛 연못 / 해피앤드                                |
| 86                  | 9월 25일  | 그놈과 그분 / 레인 / 귀머거리와 벙어리                                 |
| 87                  | 10월 9일  | 창조기                                                                 |
| 88                  | 10월 16일 | 신화수사대 / 욕망 / 찜꽁                                               |
| 89                  | 10월 23일 | 토굴 속의 아이 / 폴리 이야기 2 / 도깨비 뿔                             |
| 90                  | 11월 6일  | 칠십 리 장화 / 중고 TV                                                 |
| 시청등급 조정 ( → ) |           |                                                                        |
| 91                  | 11월 13일 | 외출 / 지구 리포트 / 북극 이야기                                       |
| 92                  | 11월 27일 | 별이 빛나는 밤에 / 창문이 없는 집엔 아이가 없다 / 카뷰레타             |
| 93                  | 12월 4일  | SKY IS BLUE / BECAUSE / 가면                                           |
| 94                  | 12월 11일 | 브로큰 타임 / 종이인간 이야기                                          |
| 95                  | 12월 18일 | 서커스 / 반달곰 극단의 위기 / 변검                                     |

### 2010년
| 회차 | 방송일    | 제목                                                                                    |
| ---- | --------- | --------------------------------------------------------------------------------------- |
| 96   | 1월 8일   | KIN / 아침바라기                                                                        |
| 97   | 1월 15일  | 따로 또는 같이 / My baby / 모리의 집                                                    |
| 98   | 1월 22일  | 뽀뽀 고양이 / 그들에게 자유란 / 피버 드림                                               |
| 99   | 1월 29일  | 옥탑방 이야기 / 더 데일리 라운드 / 넌, 혼자가 아냐 / The cage                           |
| 100  | 2월 5일   | 매곡지야 / 아리아리 / 풍경                                                              |
| 101  | 2월 12일  | 도깨비감투 / 앗! 맛있어                                                                 |
| 102  | 2월 19일  | 리얼리티 프로젝트 쇼 새로운 인생 / 생일 축하                                            |
| 103  | 3월 5일   | 날아라! 개굴 / birth / crazy rabbit                                                     |
| 104  | 3월 12일  | 다섯 번째 계절 / 참샘 이야기 / march                                                    |
| 105  | 3월 19일  | 올드보이 블루스 / 로티 / 다 카포                                                        |
| 106  | 3월 26일  | 그믈 / 띠띠리부 만딩씨                                                                  |
| 107  | 4월 2일   | 맷가이버 김 / 새 이야기 / 인생                                                          |
| 108  | 4월 9일   | 실비                                                                                    |
| 109  | 4월 16일  | 멸종된 지금의 몰디브 뚱보선수 / 보고 싶어요 / 내 친한 친구와의 가벼운 친밀감 / 양성평등 |
| 110  | 4월 30일  | 나무야 나무야 / 내 친구 고라니 / Once upon a Cioccolato                                 |
| 111  | 5월 14일  | 올드 베리 블루, 밀키 소다 / 아이들의 시간 / 하늘낚시                                    |
| 112  | 5월 28일  | No. 1009 / 외출 / 올해 크리스마스에는                                                   |
| 113  | 6월 18일  | 괴물의 목구멍 / 모자 / 단지, 바라보다                                                   |
| 114  | 6월 25일  | 봄아 노피곰 도다샤 / 볼록이 이야기                                                      |
| 115  | 7월 2일   | 중량초과에 대한 명상적 고찰 / 지옥행 / 봤지?                                            |
| 116  | 7월 9일   | 동물원에서 / 터키파파                                                                   |
| 117  | 7월 23일  | 처용 / 검                                                                               |
| 118  | 7월 30일  | 호곡동 블루스                                                                           |
| 119  | 8월 6일   | 잃어버린 물고기 / 피쉬 / 유성우                                                         |
| 120  | 8월 13일  | 돼지가 맨홀에 빠진 날 / 런 어웨이 / 벤치                                                |
| 121  | 8월 20일  | 뜨거운 식탁 / 계속 달리는 잉카씨 / Eye catch                                            |
| 122  | 8월 27일  | 사자의 서 / 종이 비행                                                                   |
| 123  | 9월 3일   | 그날 이후 / 반쪽이                                                                      |
| 124  | 9월 10일  | 이끌림 / 버닝 페이퍼 / 리본                                                             |
| 125  | 10월 8일  | 쫑                                                                                      |
| 126  | 10월 15일 | 라인 / 베리와 하루 / 앉짜                                                               |
| 127  | 10월 22일 | 더 웨이 / 구름의 씨앗                                                                   |
| 128  | 10월 29일 | 더 돌 / 반짝이던 날의 기억 / 봄 / 퉁가퉁가                                              |
| 129  | 11월 5일  | 보토스 / 미저리 / 빈장고                                                                |
| 130  | 11월 19일 | 호수 / 아빠랑 나 그리고 물고기 / 안녕, 고래야                                           |
| 131  | 11월 26일 | 연환 / 만남 / 범준이                                                                    |
| 132  | 12월 3일  | 포크레인 코끼리 / 나무 / 바람 한 점 없던 날                                             |
| 133  | 12월 10일 | 검은 다리 밑에서 / 바람이 지나가는 소리 / 오 마이 갓                                    |
| 134  | 12월 17일 | 톰과 제리 / 홈키파 / 꼬끼오                                                             |
| 135  | 12월 24일 | 절연 주의사항 / 미안하다...                                                             |
| 136  | 12월 31일 | 덜떨어진 타조 / 여보세요? / 소리가 들린다                                               |

### 2011년
| 137                   | 1월 7일   | 뭉구뭉구 / 살떨림                                                  |
| 138                   | 1월 14일  | 어떤 귀로 / 서바이벌 인생 / 어 데이                                |
| 139                   | 1월 28일  | 보틀쉽 / 일상적인 삶                                               |
| 140                   | 2월 11일  | 시간의 조각 / 마왕                                                 |
| 141                   | 2월 18일  | 무지개 시간 / 재 / 돼지토끼                                        |
| 142                   | 2월 25일  | 리얼리티 프로젝트 쇼 새로운 인생 / 생일 축하                       |
| 143                   | 3월 4일   | 봄이 오다 / for nothing / 비오는 날의 산책                         |
| 144                   | 3월 11일  | 우주라디오 / 코투씨드                                              |
| 145                   | 3월 18일  | 모퉁이길 문방구 / 전하지 못한 이야기 / 뀨뀨 이야기                 |
| 146                   | 3월 25일  | 사. 아니 정말로 좋아해, 널 / 크레용과 아가방 / 치치타타 / 얼음나무 |
| 147                   | 4월 1일   | 다트 / 머리카락을 찾아서 / 종이인간과 벽                           |
| 148                   | 4월 8일   | 아띠 또또 / 오...맙소사 / 더키의 모험                              |
| 149                   | 4월 15일  | 식빵고양이 / 톡톡                                                  |
| 150                   | 4월 22일  | 숲 / 낚시하는 아빠 / 숨겨진 영웅                                   |
| 151                   | 4월 29일  | 나무인간 / 꽃사자 / 내 친구 고라니                                 |
| 152                   | 5월 13일  | 스프의 정원 / 안녕, 도치야 / 부엉이의 숲                           |
| 153                   | 5월 20일  | 남자는 울지 않았다 / No~ problem! / 아침식탁                       |
| 154                   | 5월 27일  | 해피버스데이 / 안녕, 안녕. / Next door to eden                     |
| 155                   | 6월 3일   | 지렁이 똥 이야기 / POLE TO POLE                                    |
| HD 방송으로 일시 전환 |           |                                                                    |
| 156                   | 6월 10일  | 코뿔소 / BOY'S ROBOT                                               |
| 157                   | 6월 17일  | 고시레 이야기 / FINGERS / 고래                                     |
| SD 방송으로 원상 복귀 |           |                                                                    |
| 158                   | 6월 24일  | Reminiscence / 낯선 / SHADOW                                       |
| 159                   | 7월 1일   | 수우 / 노란 종달새 / Hug                                           |
| 160                   | 7월 15일  | 새 집에 무엇인가 있어요 / 시리동동 거미동동                        |
| HD 방송으로 전환      |           |                                                                    |
| 161                   | 7월 22일  | 낮잠 / 골목 밖에서 / 코딱지                                        |
| 162                   | 7월 29일  | 아빠가 필요해 / 천년기린 (애니갤러리 감독열전 1)                   |
| 163                   | 8월 5일   | 그들의 바다 / 절연 주의사항 (애니갤러리 감독열전 2)                |
| 164                   | 8월 12일  | 우측통행 / 볼록 이야기 (애니갤러리 감독열전 3)                     |
| 165                   | 8월 19일  | 아빠의 자장가 / Deadline makes creative / 우울한 각설탕군 이야기   |
| 166                   | 8월 26일  | 공공예절 / the pigman / 여우홀림                                   |
| 167                   | 9월 2일   | 그 여자네 집 / 너에게로 가는 7초간의 여행 / outer planet           |
| 168                   | 9월 9일   | 묘아 / 마지막 선물 / 작은 연인들                                   |
| 169                   | 9월 16일  | 동물농장 / EYES                                                    |
| 170                   | 9월 23일  | 수달 이야기 / 리싸 댄스 / 나의 낡고 오래된 머리                    |
| 171                   | 10월 14일 | 여행용 가방 / 낮꿈 / 편견                                          |
| 172                   | 10월 21일 | Hide and Seek / 있는 그대로가 좋아 / 6월의 산                      |
| 173                   | 10월 28일 | 찰나에서 온 묘로 / 도깨비놀음 / Desperate crossing                 |
| 174                   | 11월 4일  | 데칼코마니 편지 / 보석눈물 / 크레센도                              |
| 175                   | 11월 18일 | 용궁탕 / 불청객                                                    |
| 176                   | 11월 25일 | 발자국 / 타임테이블 / 스노우 글로브                                |
| 177                   | 12월 2일  | 허수아비 조심 / 더 하우스 키퍼 / 그 여름날의 소동                  |
| 178                   | 12월 9일  | 러닝 에그 / 흐름 / 여행하는 나무                                   |
| 179                   | 12월 16일 | 봄이니까 / 추격자                                                  |
| 180                   | 12월 23일 | 세 번째 소원 / 자전거 여행                                         |

### 2012년
| 회차 | 방송일   | 제목                      |
| ---- | -------- | ------------------------- |
| 186  | 2월 10일 | 순수한 기쁨               |
| 187  | 2월 17일 | 보라맨션 할아버지         |
| 187  | 2월 17일 | 아일랜드                  |
| 187  | 2월 17일 | HUNGRY                    |
| 188  | 2월 24일 | 코드네임 아줌마           |
| 189  | 3월 2일  | 미안해요                  |
| 189  | 3월 2일  | 너에게                    |
| 190  | 3월 16일 | 토토                      |
| 190  | 3월 16일 | 픽토그램 인사이드         |
| 190  | 3월 16일 | 금지된 장난               |
| 191  | 3월 23일 | 장원고수필살기대작전      |
| 191  | 3월 23일 | 밤의 왈츠                 |
| 192  | 3월 30일 | 바바와 치치마옹           |
| 192  | 3월 30일 | 스노우 래빗               |
| 192  | 3월 30일 | Dear Friend               |
| 193  | 4월 6일  | 퍼플맨                    |
| 193  | 4월 6일  | 루카                      |
| 194  | 4월 13일 | 여정                      |
| 194  | 4월 13일 | 달리의 호수               |
| 195  | 4월 20일 | 거울효과                  |
| 195  | 4월 20일 | 산들바람                  |
| 196  | 4월 27일 | 기타와 나                 |
| 196  | 4월 27일 | 반짝반짝                  |
| 196  | 4월 27일 | 부르스타                  |
| 197  | 5월 11일 | 마음씨 고운 풀            |
| 197  | 5월 11일 | 이런 공장은 싫어          |
| 198  | 5월 18일 | 아가페                    |
| 198  | 5월 18일 | 원숭이 왕                 |
| 198  | 5월 18일 | 파란 유리새               |
| 199  | 5월 25일 | 제동이의 아주 특별한 여행 |
| 199  | 5월 25일 | Mosquito, Extreme         |
| 200  | 6월 1일  | Welcome to cheese planet! |
| 200  | 6월 1일  | 래인보우 (來 in 寶雨)     |
| 201  | 6월 8일  | 이런 공장은 싫어          |
| 201  | 6월 8일  | 할아버지의 생신           |
| 202  | 6월 15일 | 물고기 남자와 새 여자     |
| 202  | 6월 15일 | 크레센도                  |
| 202  | 6월 15일 | 아, 베이비 (Ah, baby)     |
| 202  | 6월 15일 | 히치콕의 어떤 하루        |
| 203  | 6월 22일 | 가시                      |
| 203  | 6월 22일 | 잡초 이야기               |
| 203  | 6월 22일 | 험프                      |